# 구조색

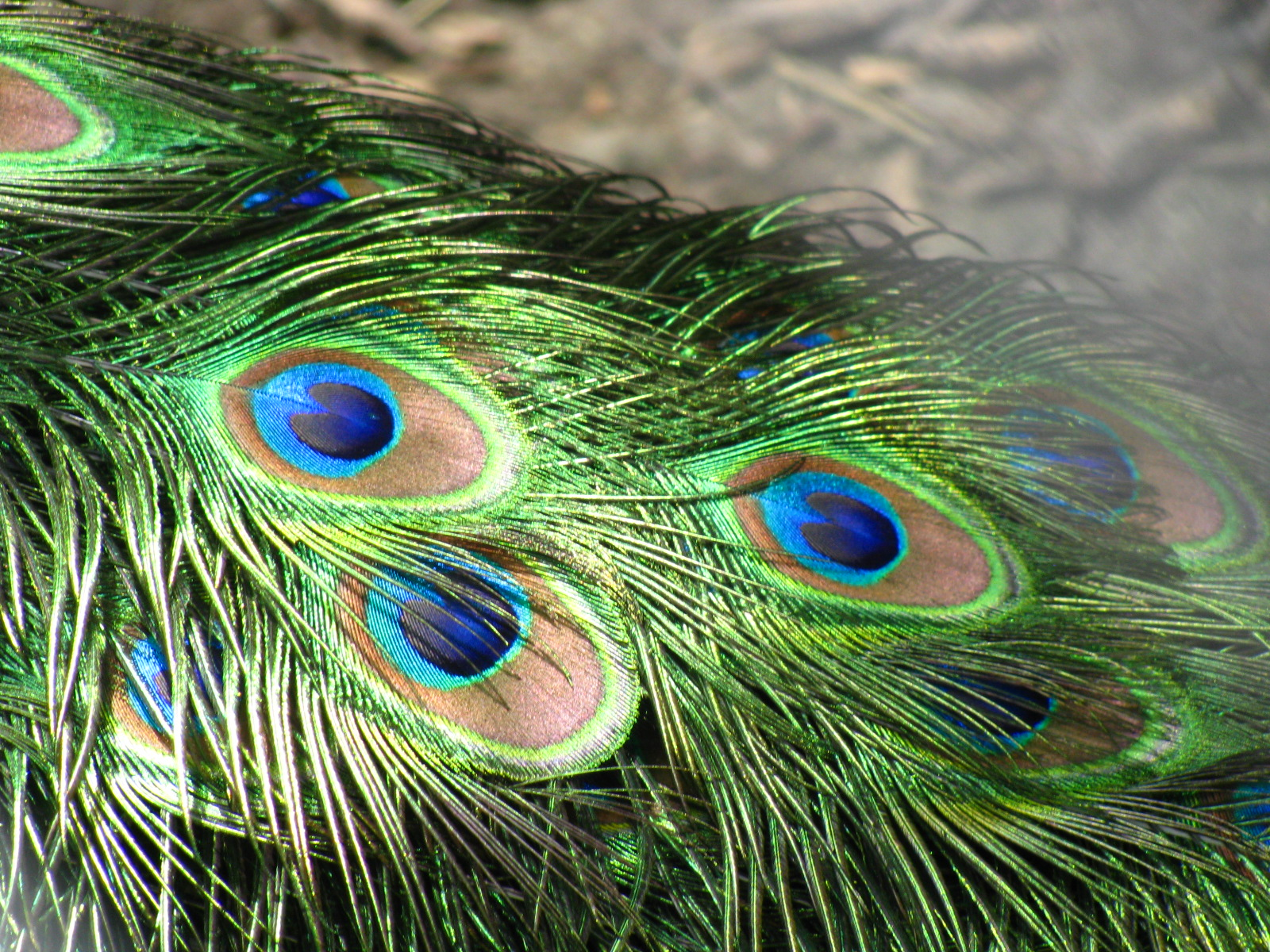
공작 꼬리 깃털의 화려한 색

구조색(Structural coloration)은 동물과 일부 식물에게서 생물 색소 대신 가시광선을 방해할 만큼 미세하게 구조화된 표면에 의해 색이 생성되는 것이다. 그러나 일부 구조색은 색소와 함께 발생한다. 예를 들어, 공작의 꼬리 깃털은 갈색으로 착색되어 있지만 미세한 구조로 인해 파란색, 청록색, 녹색 빛도 반사하며 무지개 빛깔인 경우가 많다.
구조색은 영국 과학자 로버트 훅과 아이작 뉴턴에 의해 처음으로 관찰되었으며, 그 원리인 파동 간섭은 한 세기 후에 토머스 영에 의해 설명되었다. 영은 빛이 이러한 필름에 들어오고 나갈 때 굴절과 결합된 두 개 이상의 얇은 필름 표면에서 반사되는 간섭의 결과로 무지개빛을 설명했다. 여기서 기하학은 특정 각도에서는 양쪽 표면에서 반사된 빛이 보강 간섭을 하고, 다른 각도에서는 빛이 상쇄 간섭을 한다는 것을 결정한다. 따라서 다양한 각도에서 다양한 색상이 나타난다.
새의 깃털이나 나비의 비늘과 같은 동물에서는 회절 격자, 선택적 거울, 광결정, 수정 섬유, 나노채널 매트릭스 및 구성을 변경할 수 있는 단백질을 비롯한 다양한 광자 메커니즘에 의해 간섭이 생성된다. 일부 고기 부위에서는 근육 섬유의 주기적인 배열이 노출되어 구조색이 나타난다. 이러한 광자 메커니즘 중 다수는 전자 현미경으로 볼 수 있는 정교한 구조에 해당한다. 구조색을 활용하는 소수의 식물에서는 세포 내의 구조에 의해 화려한 색상이 생성된다. 살아있는 조직에서 알려진 가장 빛나는 푸른색은 폴리아 콘덴사타의 대리석 열매에서 발견되는데, 이곳의 나선형 구조는 셀룰로오스 원섬유로 인해 브래그 법칙에 따른 빛의 산란이 발생한다. 미나리 아재비의 밝은 광택은 황색 색소로 보충된 표피에 의한 얇은 필름 반사와 바로 아래에 있는 전분 세포층에 의한 강력한 확산 산란에 의해 생성된다.
구조색은 화려한 색상, 적응형 위장, 효율적인 광학 스위치 및 반사율이 낮은 유리를 제공할 수 있는 생체 모방 표면을 통해 산업, 상업 및 군사 응용 분야에서 잠재력을 가지고 있다.

## 같이 보기
- 카무플라주